# Грос-Роденслебен
Грос-Роденслебен (нем. Groß Rodensleben) — община в Германии, в земле Саксония-Анхальт. 
Входит в состав района Бёрде. Подчиняется управлению „Бёрде“ Ванцлебен.  Население составляет 1097 человек (на 31 декабря 2006 года). Занимает площадь 19,34 км².